# Kožušice
Kožušice (en allemand : Kosuschetz, auparavant Kozuschütz, Kozuschitz) est une commune du district de Vyškov, dans la région de Moravie-du-Sud, en République tchèque. Sa population s'élevait à 113 habitants en 2020.

## Géographie
Kožušice se trouve à 14 km à l'est de Bučovice, à 20 km au sud-est de Vyškov, à 43 km à l'est de Brno et à 224 km au sud-est de Prague.
La commune est limitée par Kunkovice au nord, par Chvalnov-Lísky et Střílky à l'est, par Koryčany au sud, et par Brankovice et Malínky à l'ouest.

## Histoire
La première mention écrite du village date de 1333.